# AN/APQ-35

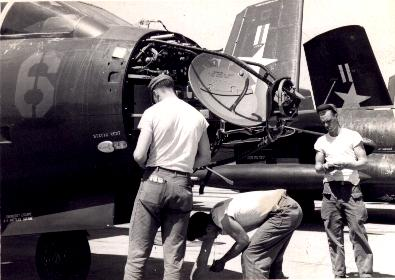
メンテナンス中のAPQ-35レーダー。1953年

AN/APQ-35はアメリカ合衆国のウェスティングハウス・エレクトリックが開発した火器管制レーダー。本項ではその派生型についても記述する。

## エアロ 13
F4Dスカイレイ用のレーダー。

## AN/APQ-35
F3D-2 スカイナイトに搭載。

## AN/APQ-36
F7U カットラスとF3D スカイナイトに搭載。

## AN/APQ-41
F-4Jに搭載。

## AN/APQ-72

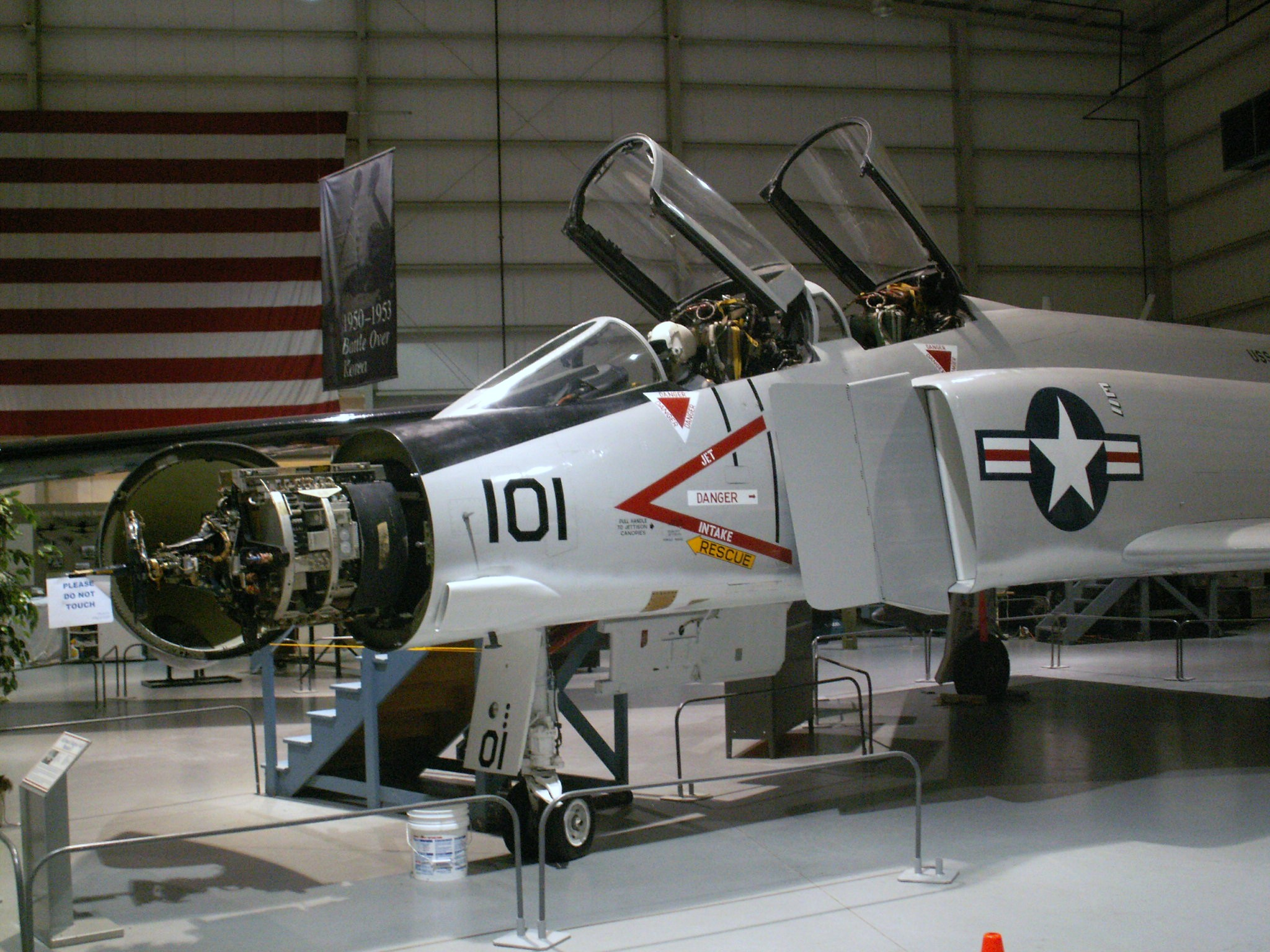
AN/APQ-72レーダー

F-4A/B/Nに搭載。

## AN/APQ-100

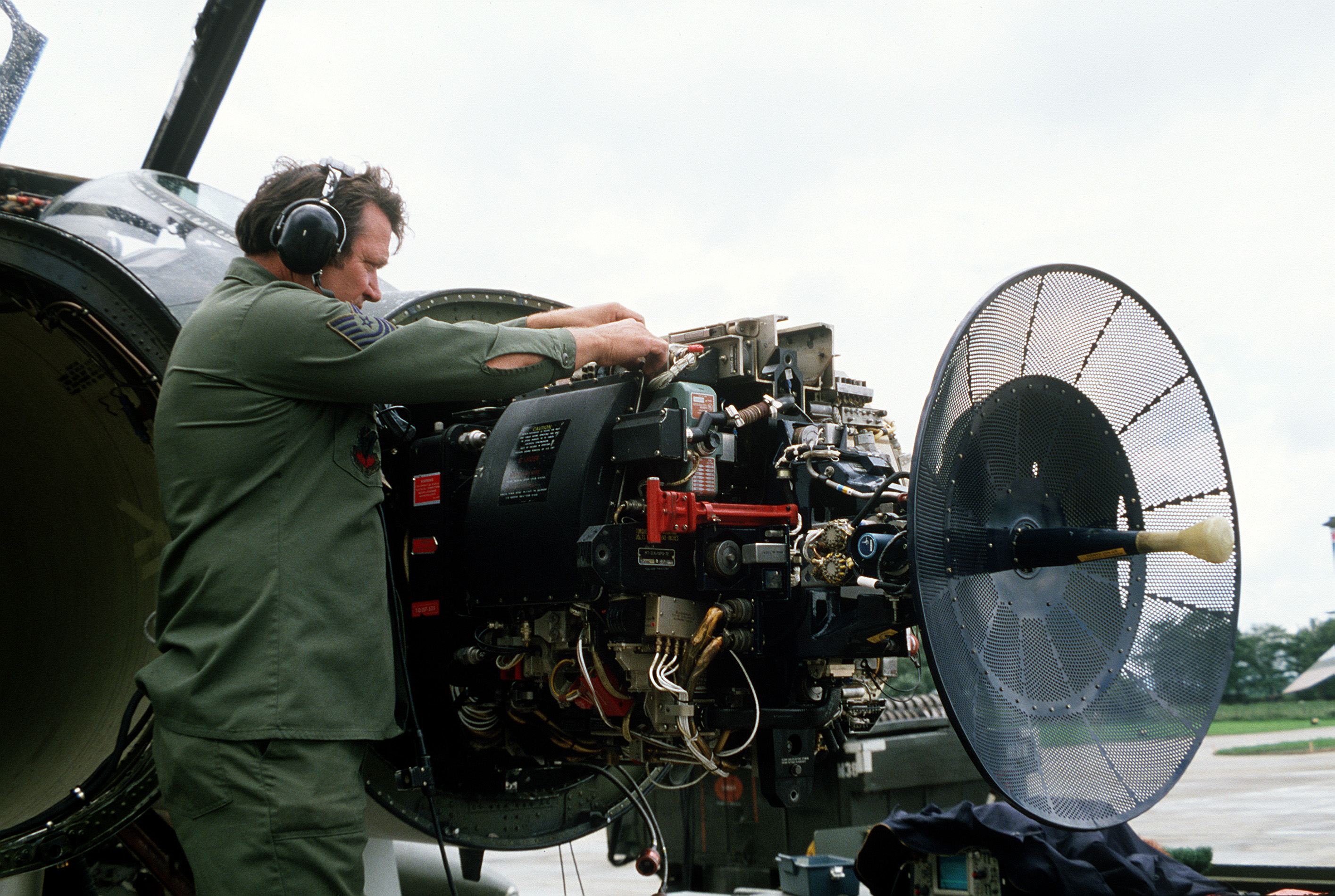

F-4Cに搭載。

## AN/APG-60
レーダー

## AN/APQ-109

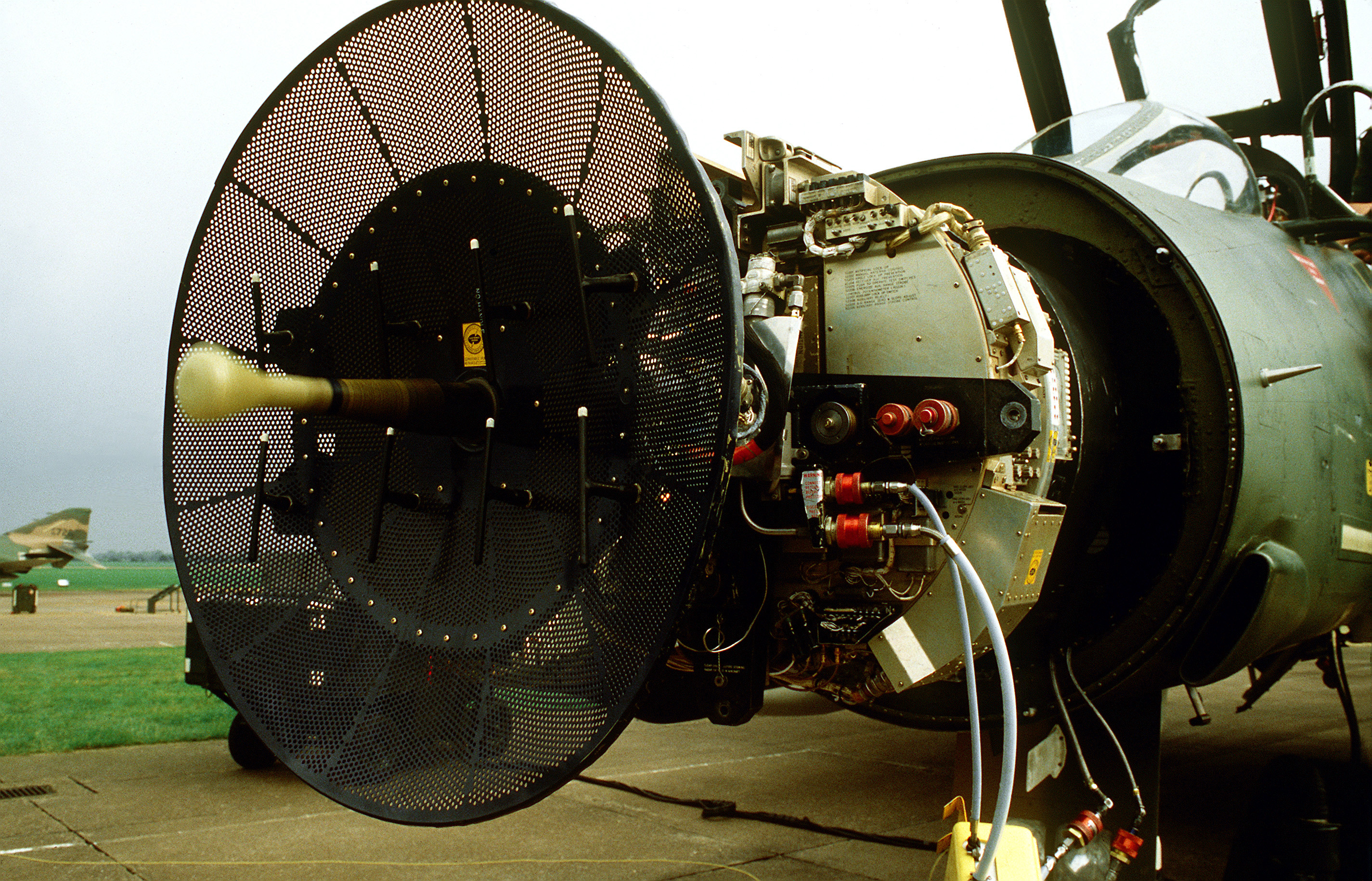

レーダーー
F-4Dに搭載。

## AN/APQ-117
F-4E/Fに搭載。

## AN/APQ-120
F-4E/F/Gに搭載。
開発製造は、ウエスティングハウス（現レイセオン）が行い、日本の三菱電機がF-4EJ導入時にライセンス生産を行った。三菱電機のライセンス生産においては、ブラックボックスがなく、三菱電機での完全生産となった。
アンテナは、62cmX70cmの楕円形の機械式首振り型で、回路部を完全にソリッドステート化して小型軽量化（重量約290kg）を実現した。
ソリッドステート化に合わせて、AIM-7のコントロールや誘導電波を出すCWイルミネータも装備され、列線交換ユニット（LRU）として合計23のユニットで構成され、自己診断装置（BIT）も装備し、動作不良や異常のあるユニットを識別して、不良ユニットの交換が可能なようにして、可動率を向上させている。
FCSとしては、本レーダーは単体で機能するものではなく、慣性航法装置、姿勢方位基準装置（AHRS）、航法コンピューター、爆撃コンピューターから機体の姿勢や位置情報が入力されリードコンピューティング・オプティカルサイト（見越し角光学照準器）やレーダースコープに計算結果を表示して、各ミサイルへの新合意入力を行う。本レーダーは、ベトナム戦争中に生産されていたので、アメリカ空軍からの回収要求が多く出され、それに対応したため生産ブロックごとの追加装備や改修項目がシリーズの中で最も多くなった。
ベトナム戦争後は、アナログからデジタルへの変更で、全天候性を高めるために本レーダーに入力される機器のデジタル化（デジタル・モジューラー・アビオニクス・システム, DMAS）が装備されたが、基本的なFCSとしての能力は変更されなかった。
レーダーの操作パネルは、後席の左コンソールに配置され、前席には、レーダースコープの左に照準モードの切り替えスイッチのみ配置されている。
レーダー機能
レーダー機能としては。下記の機能を有する。
- 空中および地上の目標探知
- 目標情報の表示
- 選択した目標の自動追跡
- 目標に対するミサイル発射ゾーンへの航空機ステアリング情報の表示
- ミサイル発射に必要なパラメータの準備とチェック
- AIM-7ミサイル誘導のための変調した継続波による目標の照射
- AIM-7ミサイルの発射制御
- 計算による距離の測定
- 空対地マッピング
- ビーコン探知

レーダーモード
レーダー・モードとしては、下記のモードを有する。
- ボアサイト
- レーダー
- マップ
- 空対地
- ビーコン
- ルックダウン
- TV

ベトナム戦争時の目視交戦規定対応のためのTISEO画像確認及びマーベリック・ミサイルの画像確認
レーダー・レンジは、5海里（9.3㎞）、10海里、25海里、50海里、100海里、200海里（370㎞）の6段階の切り替え式で、このうち対空目標の追跡およびロックオンでは、5～50海里のレンジが使用される。
戦闘機サイズ（レーダー反射面積5㎡）の対空目標では、補足距離が40海里/目標照準が30海里と言われている。 

ルック・ダウンに関しては、アンテナを下方向に向けて地上からの反射雑音（グラウンドクラッター）を除去して、飛行している目標のみピックアップできるコヒーレント受信ドップラーシステムを開発し採用したが、実用性が低く、あまり使用されなかった。 

## AN/AWG-10

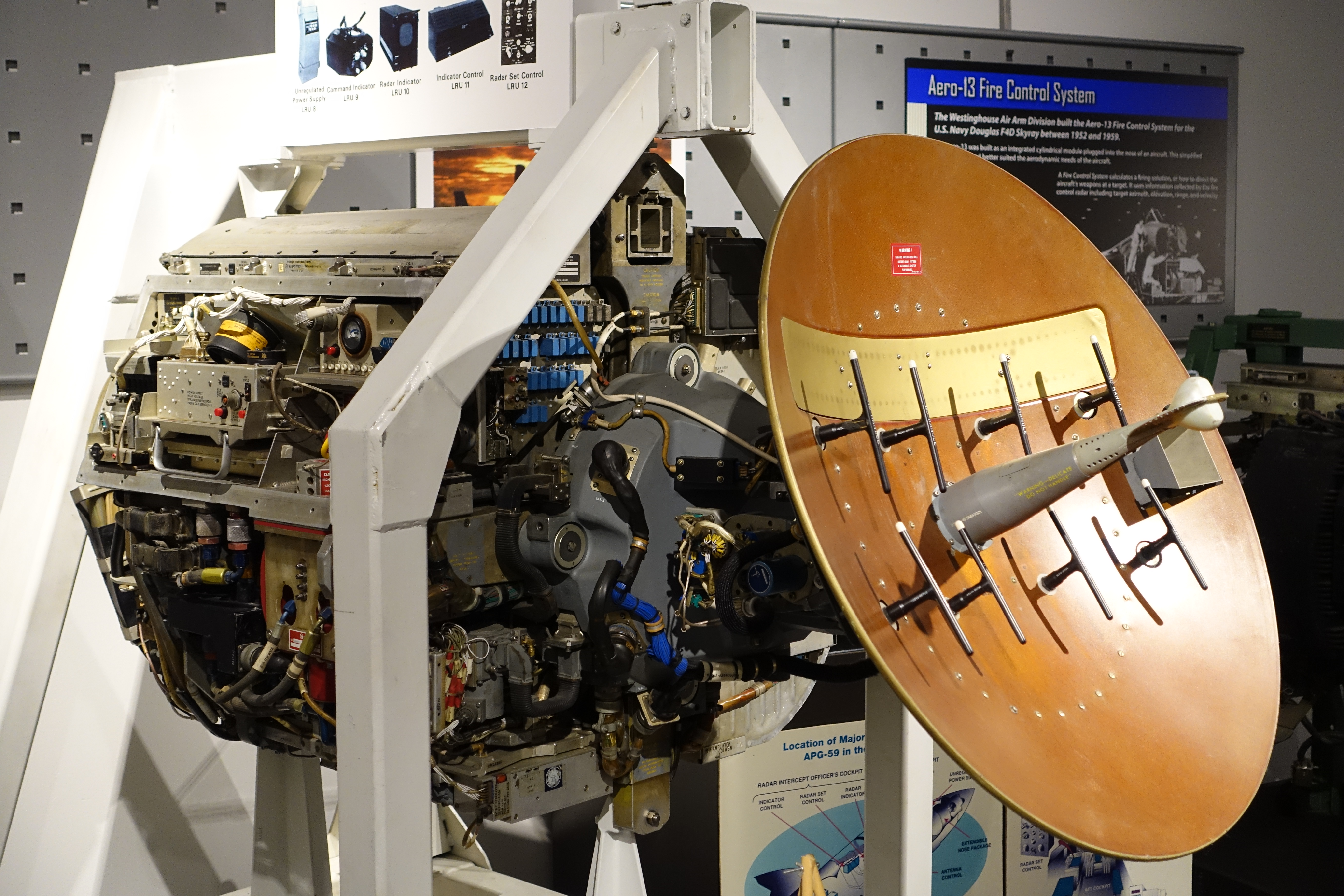
AN/AWG-10。AN/APG-59レーダーと組み合わされている。

F-4Jに搭載。

## AN/AWG-11
イギリス海軍向けのF-4K（ファントムFG.1）に搭載。
レーダーを、機首レドーム部分で折りたたみ可能なAN/APG-60に変更した以外は、ほぼAN/AWG-10と同一。フェランティでライセンス生産された。

## AN/AWG-12
イギリス空軍向けのF-4M（ファントムFGR.2）に搭載。